# Los Asientos (Los Santos)
Los Asientos es un corregimiento ubicado en el distrito de Pedasí en la provincia panameña de Los Santos. En el año 2010 tenía una población de 755 habitantes y una densidad poblacional de 8,3 personas por km².

## Toponimia y gentilicio
Toma su nombre de «Asiento», que se puede referir a un sitio en que está o estuvo fundado un pueblo previamente. 